# Im Waldwinkel
Koordinaten: 49° 56′ 26″ N, 7° 41′ 23″ O
Das Naturschutzgebiet Im Waldwinkel liegt im Landkreis Bad Kreuznach in Rheinland-Pfalz. Das etwa 20 ha große Gebiet, das im Jahr 1979 unter Naturschutz gestellt wurde, erstreckt sich südwestlich der Ortsgemeinde Dörrebach an der am östlichen Rand verlaufenden Kreisstraße 32. Am südlichen Rand des Gebietes fließt der Lehnbach. Nördlich verläuft die Landesstraße 242 und südlich die L 240.
Schutzzweck ist die Erhaltung des Feuchtgebietes mit seinem Zwischenmoor und seinen feuchten Wiesen als Standorte seltener Pflanzen und Pflanzengesellschaften sowie als Lebensraum seltener Tierarten aus wissenschaftlichen Gründen.